# Hervé Alphand

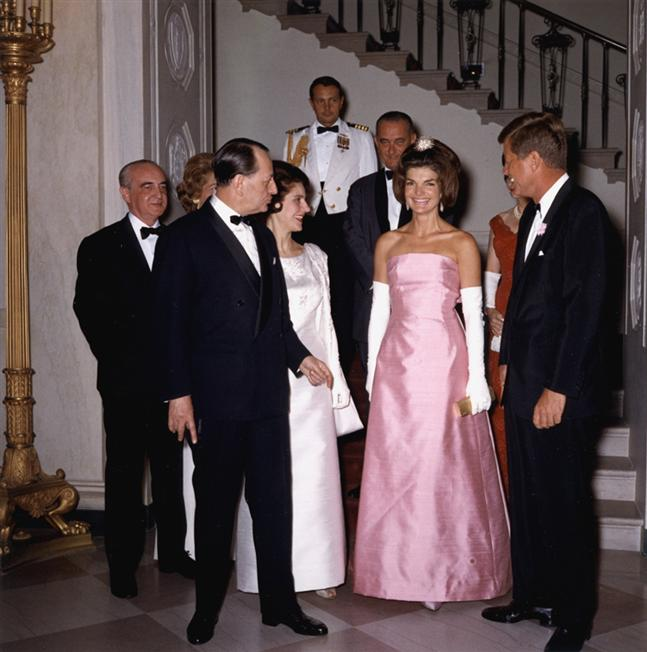
US-amerikanischer Empfang zu Ehren von André Malraux; Hervé Alphand ist links zu sehen

Hervé Alphand (* 31. Mai 1907 in Paris; † 13. Januar 1994 ebenda) war ein französischer Diplomat.

## Leben
Alphand entstammte einer französischen Diplomatenfamilie und war der Sohn von Charles Hervé Alphand, einem Diplomaten, der in Moskau und Bern tätig war. Hervé Alpgand studierte an der École libre des sciences politiques und der Pariser Universität. Bereits mit 20 Jahren erhielt er seinem Abschluss in Rechtswissenschaften und wurde mit 22 Jahren der jüngste Finanzinspektor Frankreichs.
1936 wurde er Finanzattaché an der Botschaft in Moskau. Nach der Besetzung Frankreichs ging er nach Washington, D.C., wo er von 1940 bis 1941 finanzieller Berater der Botschaft des unbesetzten Teils von Frankreich wurde. Von 1941 bis 1944 war er Finanzdirektor in London und Algier. Von 1944 bis 1949 wechselte er in das französische Außenministerium, wo er Generaldirektor für technische, wirtschaftliche und finanzpolitische Fragen war. Bei der Pariser Friedenskonferenz von 1946 spielte er eine wichtige Rolle, ebenso bei den nachfolgenden eingeleiteten Maßnahmen der Alliierten, unter anderem verfasste er einen Bericht über den Marshall-Plan, der an 16 Nationen ging.
Von 1949 bis 1954 vertrat er in der NATO, wo er den Rang eines Botschafters innehatte, die Interessen Frankreichs. Von 1955 bis 1956 war er im Sicherheitsrat der Vereinten Nationen tätig. Anschließend war er neun Jahre lang Botschafter in Washington, D.C. Dort spielte er eine wichtige Vermittlerrolle in der Beilegung der Sueskrise. Von 1965 bis 1972 war er Generalsekretär des Außenministeriums. Bis zu seiner Pensionierung war er schließlich als außenpolitischer Berater für den Mittleren und den Fernen Osten tätig.
Von 1930 bis 1957 war er mit der französischen Sängerin Claude Reynaud verheiratet. 1977 veröffentlichte er unter dem Titel L’Étonnement d’être, journal 1939–1973 seine Memoiren.

## Werke
- L’Étonnement d’Être: Journal 1939–1973. Fayard 1977.